# Чивине (Бреша)
Чивине је насеље у Италији у округу Бреша, региону Ломбардија.
Према процени из 2011. у насељу је живело 116 становника. Насеље се налази на надморској висини од 493 м.